# شيغيلة زحارية من النمط السابع
شيغيلة زحارية من النمط السابع (بالإنجليزية: Shigella dysenteriae type 7)‏ هي نمط بكتيري من أنماط الشيغيلة الزحارية ضمن شعبة المتقلبات.